# Belgrade (Minnesota)
Belgrade – miasto w Stanach Zjednoczonych, w stanie Minnesota, w hrabstwie Stearns.